# نبرد خلیج بیگو
نبرد خلیج وگو، همچنین به عنوان نبرد راند نیز شناخته می‌شود، در ۲۳ اکتبر سال ۱۷۰۲ شروع شد.

## پیش زمینه
پیوستن فیلیپ پنجم از دودمان بوربون به تخت در سال ۱۷۰۰ در اسپانیا موجب مخالفت شدید شد. در امپراتوری اسپانیا، مقامات و استعمارگران در برابر تلاش‌های فرانسوی برای تجدید نظر در تجارت خود مقاومت کردند. معامله گران هلندی و انگلیس - هر چند رسماً غیرقانونی بودند - توسط اسپانیایی‌ها پذیرفته شدند. اولین اسکادران فرانسوی در آوریل سال ۱۷۰۱ تحت مارک دو کوتلون شناور بود، اما فرمانداران اسپانیا حتی اجازه ندادند که آذوقه ای بخرند و با دستهای خالی برگشتند.